# Machamp
Machamp (japanski: カイリキー Kairiky) jedan je od 1025 fiktivnih vrsta Pokémona iz medijske franšize Pokémon, skupa Pokémon videoigara, animiranih serija, manga stripova, knjiga, igraćih karata i drugih medija kojima je tvorac Satoshi Tajiri. Svrha je Machampa u videoigrama, animiranoj seriji i manga stripovima, kao i svrha ostalih Pokémona, borba s divljim Pokémonima – neukroćenim stvorenjima koje igrači i likovi pronalaze dok kreću na razne avanture – i pripitomljenim Pokémonima drugih Pokémon trenera.

## Etimologija imena
Machamp dolazi od španjolske riječi macho, što označava prenaglašenu muškost ili grubost, te engleske riječi champ- što je skraćenica od champion= prvak. U engleskom imenu Pokemona također stoji Mach, jedinica brzine zvuka koja se povezuje s izrazito brzim udarcima ovog Pokemona.
Japansko ime カイリキー Kairiki je zapravo riječ koja u tom jeziku znači nadljudska snaga. Također, to je japansko ime tehnike Snaga (Strength).